# US Open 1994
Die 114. US Open 1994 sind ein internationales Tennisturnier und fanden vom 29. August bis zum 11. September 1994 im USTA Billie Jean King National Tennis Center im Flushing-Meadows-Park in New York, USA statt.
Titelverteidiger im Einzel waren Pete Sampras bei den Herren sowie Steffi Graf bei den Damen. Im Herrendoppel waren Ken Flach und Rick Leach, im Damendoppel Arantxa Sánchez Vicario und Helena Suková und im Mixed Helena Suková und Todd Woodbridge die Titelverteidiger.
Im Herreneinzel besiegte der Amerikaner Andre Agassi den Deutschen Michael Stich. Es war sein erster Triumph bei den US Open und sein zweiter von insgesamt acht Grand Slam Titeln.
Bei den Damen bezwang die Spanierin Arantxa Sánchez Vicario die Titelverteidigerin Steffi Graf. Es war ihr dritter von insgesamt vier Grand Slam Titeln im Einzel. Zudem ist sie mit diesem Erfolg die erste und bisher einzige Spanierin, die dieses Turnier im Einzel-Wettbewerb gewinnen konnte. Außerdem konnte sie ihren Titel in der Doppelkonkurrenz der Damen zusammen mit Jana Novotná erfolgreich verteidigen.

## Herreneinzel
Sieger:  Andre Agassi
Finalgegner:  Michael Stich
Endstand: 6:1, 7:65, 7:5

### Setzliste
| Nr. | Spieler          | Erreichte Runde |
| --- | ---------------- | --------------- |
| 01. | Pete Sampras     | Achtelfinale    |
| 02. | Goran Ivanišević | 1. Runde        |
| 03. | Sergi Bruguera   | Achtelfinale    |
| 04. | Michael Stich    | Finale          |
| 05. | Stefan Edberg    | 3. Runde        |
| 06. | Michael Chang    | Achtelfinale    |
| 07. | Boris Becker     | 1. Runde        |
| 08. | Andrij Medwedjew | 2. Runde        |

| Nr. | Spieler             | Erreichte Runde |
| --- | ------------------- | --------------- |
| 09. | Todd Martin         | Halbfinale      |
| 10. | Alberto Berasategui | 1. Runde        |
| 11. | Jim Courier         | 2. Runde        |
| 12. | Wayne Ferreira      | 3. Runde        |
| 13. | Thomas Muster       | Viertelfinale   |
| 14. | Jewgeni Kafelnikow  | Achtelfinale    |
| 15. | Marc Rosset         | 3. Runde        |
| 16. | Petr Korda          | Rückzug         |

## Dameneinzel
Siegerin:  Arantxa Sánchez Vicario
Finalgegnerin:  Steffi Graf
Endstand: 1:6, 7:63, 6:4

### Setzliste
| Nr. | Spielerin               | Erreichte Runde |
| --- | ----------------------- | --------------- |
| 01. | Steffi Graf             | Finale          |
| 02. | Arantxa Sánchez Vicario | Sieg            |
| 03. | Conchita Martínez       | 3. Runde        |
| 04. | Mary Pierce             | Viertelfinale   |
| 05. | Kimiko Date             | Viertelfinale   |
| 06. | Lindsay Davenport       | 3. Runde        |
| 07. | Jana Novotná            | Halbfinale      |
| 08. | Gabriela Sabatini       | Halbfinale      |

| Nr. | Spielerin             | Erreichte Runde |
| --- | --------------------- | --------------- |
| 09. | Mary Joe Fernández    | 3. Runde        |
| 10. | Zina Garrison-Jackson | Achtelfinale    |
| 11. | Amanda Coetzer        | Viertelfinale   |
| 12. | Sabine Hack           | 1. Runde        |
| 13. | Lori McNeil           | 1. Runde        |
| 14. | Anke Huber            | 2. Runde        |
| 15. | Magdalena Maleewa     | Achtelfinale    |
| 16. | Amy Frazier           | 2. Runde        |

## Herrendoppel
Sieger:   Jacco Eltingh und  Paul Haarhuis
Finalgegner:  Todd Woodbridge und  Mark Woodforde
Endstand: 6:3, 7:61

### Setzliste
| Nr. | Paarung                         | Erreichte Runde |
| --- | ------------------------------- | --------------- |
| 01. | Byron Black Jonathan Stark      | Achtelfinale    |
| 02. | Grant Connell Patrick Galbraith | 1. Runde        |
| 03. | Jacco Eltingh Paul Haarhuis     | Sieg            |
| 04. | Todd Woodbridge Mark Woodforde  | Finale          |
| 05. | David Adams Andrei Olchowski    | Viertelfinale   |
| 06. | Jan Apell Jonas Björkman        | 1. Runde        |
| 07. | Patrick McEnroe Jared Palmer    | Viertelfinale   |
| 08. | Tom Nijssen Cyril Suk           | Viertelfinale   |

| Nr. | Paarung                             | Erreichte Runde |
| --- | ----------------------------------- | --------------- |
| 09. | Jewgeni Kafelnikow David Rikl       | 1. Runde        |
| 10. | Scott Melville Piet Norval          | 1. Runde        |
| 11. | Henrik Holm Anders Järryd           | 1. Runde        |
| 12. |                                     | Rückzug         |
| 13. | Sergio Casal Emilio Sánchez Vicario | 2. Runde        |
| 14. | Alex O’Brien Sandon Stolle          | Achtelfinale    |
| 15. | Menno Oosting Daniel Vacek          | 1. Runde        |
| 16. | Wayne Ferreira Mark Knowles         | Halbfinale      |

## Damendoppel
Siegerinnen:  Arantxa Sánchez Vicario und  Helena Suková
Finalgegnerinnen:  Katerina Maleewa und  Robin White
Endstand: 6:3, 6:3

### Setzliste
| Nr. | Paarung                              | Erreichte Runde |
| --- | ------------------------------------ | --------------- |
| 01. | Gigi Fernández Natallja Swerawa      | Halbfinale      |
| 02. | Jana Novotná Arantxa Sánchez Vicario | Sieg            |
| 03. | Patty Fendick Meredith McGrath       | Viertelfinale   |
| 04. | Pam Shriver Elizabeth Smylie         | Achtelfinale    |
| 05. | Lindsay Davenport Lisa Raymond       | Viertelfinale   |
| 06. | Katrina Adams Manon Bollegraf        | Viertelfinale   |
| 07. | Amanda Coetzer Inés Gorrochategui    | Achtelfinale    |
| 08. | Lori McNeil Rennae Stubbs            | Rückzug         |

| Nr. | Paarung                               | Erreichte Runde |
| --- | ------------------------------------- | --------------- |
| 09. | Julie Halard Nathalie Tauziat         | 1. Runde        |
| 10. | Larisa Neiland Gabriela Sabatini      | Halbfinale      |
| 11. | Yayuk Basuki Nana Miyagi              | 2. Runde        |
| 12. | Conchita Martínez Natalija Medwedjewa | Achtelfinale    |
| 13. | Nicole Arendt Kristine Radford        | Achtelfinale    |
| 14. | Jill Hetherington Shaun Stafford      | 1. Runde        |
| 15. | Sandra Cecchini Patricia Tarabini     | 2. Runde        |
| 16. | Laura Golarsa Caroline Vis            | Achtelfinale    |

## Mixed
Sieger:  Elna Reinach und  Patrick Galbraith
Finalgegner:  Jana Novotná und  Todd Woodbridge
Endstand: 6:2, 6:4

### Setzliste
| Nr. | Paarung                         | Erreichte Runde |
| --- | ------------------------------- | --------------- |
| 01. | Todd Woodbridge Jana Novotná    | Finale          |
| 02. | Mark Woodforde Meredith McGrath | Viertelfinale   |
| 03. | Cyril Suk Gigi Fernández        | Halbfinale      |
| 04. | Andrei Olchowski Larisa Neiland | Achtelfinale    |

| Nr. | Paarung                          | Erreichte Runde |
| --- | -------------------------------- | --------------- |
| 05. | Tom Nijssen Manon Bollegraf      | 1. Runde        |
| 06. | Rick Leach Lisa Raymond          | 1. Runde        |
| 07. | John Fitzgerald Elizabeth Smylie | 1. Runde        |
| 08. | Patrick Galbraith Elna Reinach   | Sieg            |